# Tommy Cassidy
Thomas „Tommy“ Cassidy (* 18. November 1950 in Belfast; † 2. August 2024) war ein nordirischer Fußballspieler und -trainer. Als Mittelfeldspieler hatte er zwischen 1970 und 1980 seine erfolgreichste Zeit bei dem englischen Erst- und später Zweitligisten Newcastle United. Darüber hinaus absolvierte er 24 A-Länderspiele für die nordirische Nationalmannschaft und war Teil des Kaders der WM-Endrunde 1982 in Spanien. Dort wurde er jedoch nur in einem Spiel eingewechselt.

## Sportlicher Werdegang

### Vereinskarriere
Bereits in jungen Teenager-Jahren machte Cassidy in der nordirischen Irish League als Stürmer des Glentoran FC auf sich aufmerksam. Besonders zu nennen war sein Hattrick am 28. Oktober 1969 im Finale des City Cups gegen den Bangor FC, das deutlich mit 7:1 gewonnen wurde. Danach errang er mit Glentoran in der Saison 1969/70 die nordirische Meisterschaft. Als er zu Beginn der anschließenden Spielzeit 1970/71 schon wieder vier Tore in sechs Partien geschossen hatte, meldete sich im Oktober 1970 der englische Erstligist Newcastle United und verpflichtete Cassidy, der gerade einmal 14 Pflichtspiele für Glentoran absolviert hatte, für eine Ablösesumme von 15.000 Pfund.
Obwohl der Neuling bereits am 7. November 1970 gegen den FC Southampton (0:2) seinen Einstand für die „Magpies“ gab, dauerte es bis zur Saison 1973/74, bevor er sich einen Stammplatz in der Mannschaft erobern konnte. Zuvor hatte er einen seiner seltenen Einsätze im 1973er Finale des englisch-italienischen Pokals bestritten und dabei den AC Florenz mit 2:1 besiegt. Zu dieser Zeit wurde er in der Regel als offensiver Mittelfeldspieler eingesetzt und in seiner Durchbruchssaison 1973/74 verhalf er Newcastle zum Gewinn des Texaco Cups über einen Endspielerfolg mit 2:1 nach Verlängerung gegen den FC Burnley. Dazu bestritt er mit seinen Mannen das Finale im FA Cup, verlor dort aber deutlich mit 0:3 gegen den FC Liverpool. Verletzungsbedingt kam Cassidy in der folgenden Spielzeit 1974/75 auf lediglich neun Ligapartien, konnte allerdings dann in der ersten Finalbegegnung des Texaco Cups eingesetzt werden – Newcastle konnte hier mit 3:1 Toren nach Hin- und Rückspiel gegen den FC Southampton den Titel verteidigen. In der folgenden Saison 1975/76 stand Cassidy erneut in einem Pokalfinale, verlor im Ligapokal Ende Februar 1976 jedoch mit 1:2 gegen Manchester City. Die Erfolgszeit fand danach ein Ende. Cassidy stieg mit Newcastle nach Ablauf der Saison 1977/78 aus der höchsten englischen Spielklasse ab. Nach zwei vergeblichen Wiederaufstiegsversuchen war seine Zeit in Newcastle dann im Anschluss an die Zweitligaspielzeit 1979/80 vorbei.
Für 30.000 Pfund heuerte Cassidy im Sommer 1980 beim FC Burnley an, der kurz zuvor in die dritte Liga abgestiegen war. Im zweiten Anlauf gelang der Wiederaufstieg als Drittligameister 1982, aber seine Karriere im englischen Profifußball endete 1983 mit einem weiteren Abstieg als Tabellenvorletzter. Ausklingen ließ er die aktive Laufbahn dann bis 1985 in Zypern bei APOEL Nikosia.

### Nordirische Nationalmannschaft
Obwohl Cassidy in Newcastle noch weit entfernt von einem Stammplatz war, debütierte er bereits am 15. Mai 1971 für die nordirische A-Nationalmannschaft gegen England (0:1) per Einwechslung für Eric McMordie. Nach zwei weiteren Kurzeinsätzen folgte am 11. Mai 1974 gegen Schottland sein erster Startelfeinsatz. Hier steuerte er den einzigen Treffer zum 1:0-Sieg bei, wobei dieser sein einziger Torerfolg für Nordirland bleiben sollte. Abgesehen von Verletzungspausen war Cassidy in den 1970er-Jahren eine feste Größe im Nationalteam, bevor er sich mit Trainer Danny Blanchflower zerstritt und dadurch für zwei Jahre unberücksichtigt blieb. Zum Ende von Blanchflowers Amtszeit kehrte er am 17. Oktober 1979 in die Elf zurück und musste sich dort deutlich mit 1:5 England geschlagen geben.
Andauernde Schwierigkeiten mit der Leiste, dem Knie und Knöchel hatten Cassidy seine vormalige Schnelligkeit „geraubt“ und so setzte ihn der neue Nationaltrainer Billy Bingham ab 1980 vorzugsweise im defensiven Mittelfeld ein. Neun Länderspiele absolvierte Cassidy in dieser Rolle, wozu auch sein Beitrag zum Gewinn der 1980er British Home Championship gehörte. Zu seinen Stärken gehörte hier vor allem die Defensiabsicherung der offensiver eingestellten Mittelfeldkollegen wie Sammy McIlroy, Noel Brotherston, Tommy Finney und Martin O’Neill. Nach seinem Wechsel zum Drittligisten aus Burnley blieb Cassidy zunächst noch weiter im Sichtfeld der Nationalmannschaft, aber es wurde im weiteren Verlauf klar, dass Bingham Akteure bevorzugte, die sich auf höherem Niveau bewiesen. Im November 1981 war er nochmal entscheidend beteiligt, als in der WM-Qualifikation dringend einen Sieg gegen Israel benötigte. Er vertrat dabei O’Neill und die Partie wurde mit 1:0 gewonnen. Später war er auch Teil des nordirischen Kaders für die WM-Endrunde 1982 in Spanien. Hier bestritt er zwar nur einen kurzen Einsatz per Einwechslung für den verletzen McIlroy, half aber dabei, den 1:0-Überraschungssieg gegen den Gastgeber über die Zeit zu retten. Dieses 24. Länderspiel war gleichzeitig sein letzter Auftritt für Nordirland.

### Trainertätigkeiten
Nach dem Ende seiner aktiven Laufbahn blieb Cassidy auf Zypern. Hier begann er APOEL Nikosia zu trainieren und gewann in der Saison 1985/86 die nationale Meisterschaft. Nach drei weiteren Jahren ging das Engagement im Unfrieden auseinander, nachdem Cassidy sich über Korruption im zyprischen Fußball beklagt hatte und als Konsequenz den Verein verließ. Er kehrte in den englischen Nordosten zurück und betreute ab 1993 den FC Gateshead in der unterklassigen Football Conference. Im Jahr zuvor war er als Kandidat für den Cheftrainer-Posten von Newcastle United gehandelt worden, bevor die Zusage an Kevin Keegan ging. Im Sommer 1994 kehrte Cassidy nach Nordirland zum Glentoran FC zurück. Hier sollte er in der Saison 1994/95 vor dem Hintergrund der Ligaverkleinerung von 16 auf 8 Teams in erster Linie die Klasse halten und konnte dieses Ziel im April 1995 mit einem Auswärtssieg beim neuen Meister Crusaders FC am letzten Spieltag sichern. Ebenfalls gelang ein Finalsieg im Gold Cup gegen die Crusaders im Elfmeterschießen. In seinem zweiten Jahr gewann Glentoran den nordirischen Pokal. Hier blieb beim 1:0 im Finale gegen den Glenavon FC der spektakuläre Siegtreffer in der 85. Minute von Glenn Little in Erinnerung. Trotz dieser Erfolge war die Cassidy-Zeit beim Glentoran FC auch geprägt durch einige hochdotierte Fehleinkäufe, wie der von Liam Coyle. Nach zunehmendem Druck, auch durch die eigenen Anhänger, verließ Cassidy den Klub im Dezember 1997.
Im Jahr 1998 wurde Cassidy Trainer des nordirischen Zweitligisten Ards FC und dort im Oktober 1999 wieder entlassen, als die Vereinsführung das Aufstiegsziel gefährdet sah, obwohl die Mannschaft auf dem zweiten Platz lag. Weniger als einen Monat später heuerte er beim irischen Erstligisten Sligo Rovers an. Hier konnte er den Verein nicht in der ersten Liga halten und scheiterte auch mit dem Wiederaufstiegsziel am letzten Spieltag der Zweitligasaison mit einer 1:4-Niederlage gegen den Home Farm FC. Im Sommer 2001 verließ er den Klub wieder und übernahm kurzzeitig das Scouting für den nordirischen Nationaltrainer und Ex-Mitspieler Sammy McIlroy. Anschließend betreute er in der Northern Premier League den AFC Workington und führte den Klub im Jahr 2004 in die dort höchste Spielklasse. Als Vizemeister gelang von dort der direkte Durchmarsch in die Football Conference North. Im Jahr 2007 – Workington war immer noch in der sechsthöchsten Spielklasse aktiv – verließ Cassidy den Klub und betreute danach kurzzeitig Newcastle Blue Star. Im Oktober 2010 übernahm er für ein Jahr in der Northern Premier League Whitby Town. Letztes Engagement waren zwischen Dezember 2011 bis Oktober 2012 in der Conference North die Blyth Spartans.
Nach seinem Rückzug aus dem Trainergeschäft verlieb er im Nordosten Englands und schrieb Kolumnen über den Fußball und speziell über Newcastle United. Im Jahr 2017 wurde bei ihm die Alzheimer-Krankheit diagnostiziert. An den Folgen dieser Erkrankung verstarb er 73-jährig im August 2024.

## Titel/Auszeichnungen

### Als Spieler
- British Home Championship (1): 1979/80
- Nordirische Meisterschaft (1): 1969/70
- City Cup (1): 1969/70
- Englisch-italienischer Pokal (1): 1973
- Texaco Cup (2): 1973/74, 1974/75
- Zyprischer Pokal (1): 1983/84
- LTV Super Cup (1): 1984

### Als Trainer
- Zyprische Meisterschaft (1): 1985/86
- LTV Super Cup (1): 1986
- Nordirischer Pokal (1): 1995/96
- Gold Cup (1): 1994/95